# 千葉市立千草台東小学校
千葉市立千草台東小学校（ちばしりつ ちぐさだいひがししょうがっこう）は千葉県千葉市稲毛区作草部町にある公立小学校。通称は「東小」。

## 沿革
- 1975年
  - 4月1日 - 千草台東小学校として開校
- 1976年
  - 9月3日 - 校舎落成・校歌・校章・校旗制定記念式典を開催
- 1980年
  - 9月30日 - 開校5周年記念式典を開催
- 1984年
  - 10月1日 - ソニー教育財団よりソニー理科教育振興事業優良賞を受賞
  - 10月13日 - 開校10周年記念式典を開催
- 1990年
  - 2月10日 - 開校15周年記念式典を開催
- 1994年
  - 11月19日 - 開校20周年記念行事を開催[1]

## 学校教育目標
- かしこい子（知）
- やさしい子（徳）
- たくましい子（体）

出典：

## 通学区域
稲毛区・中央区・若葉区の3区にまたがっている。
- 稲毛区
  - 作草部町 - 一部
- 中央区
  - 東寺山2丁目 - 一部
  - 東寺山3丁目 - 全域
  - 東千葉1丁目 - 全域
  - 東千葉2丁目 - 全域
  - 東千葉3丁目 - 全域
- 若葉区
  - 殿台町 - 一部
  - 東寺山町 - 一部
  - みつわ台1丁目 - 一部